# Вятър вее, сняг долита
„Вятър вее, сняг долита“ е българска народна песен от Македонската фолклорна област, популярна и с първите и строфи: „Режи, режи ти бичкийо, бягай, бягай цръна сиромашийо“.
За произхода на песента съществува полемика относно времето, мястото и повода за нейната поява. Почитатели на това произведение смятат, че това е песен на безработни хора потърсили спасение в труда. В тези обсъждания поетът Първан Стефанов уточнява, че се касае за побългарен вариант на текст от Голямата депресия в Съединените щати, пята от интелигенцията, принудена да се залови с ръчен труд.

## Текст
Вятър вее, сняг долита

Вятър вее, сняг прелита

македонец студ не знай.

(сиромах е в неволя).

Режи, режи ти бичкийо,

бягай цръна сиромашийо!

Той остави в Македония

(а оставил в дома си)

дор три дребни дечица.

Режи, режи ти бичкийо,

бягай цръна сиромашийо!

Чукай, чукай, чук мой верен,

пукай, пукай камък черен.

Режи, режи ти бичкийо,

бягай цръна сиромашийо!